# Jazz sous les pommiers

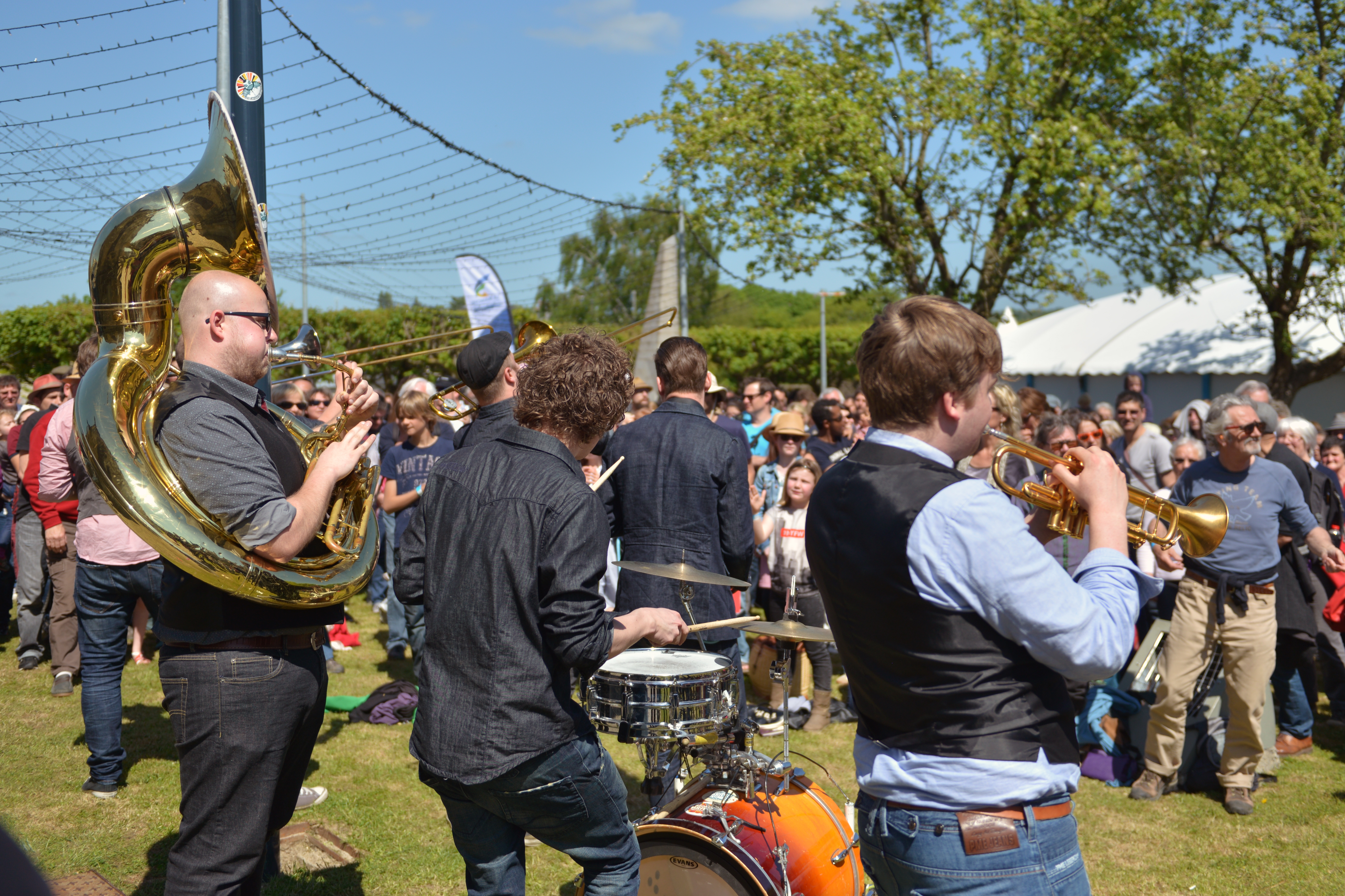
Een blik op het festival in 2015

Jazz sous les pommiers ("Jazz onder de appelbomen") is een jaarlijks terugkerend jazzfestival in Coutances, Frankrijk. Het festival, dat voor het eerst in 1982 werd gehouden, vindt plaats rond Hemelvaartsdag en duurt een week.
Het festival werd begonnen door Thierry Giard en Gérard Houssin. In 2006 waren er al meer dan 1000 optredens gegeven. In 2011 vierde het festival zijn dertigste editie met musici die hier al eerder hadden opgetreden. De week eindigde met een "Folle Parade" in het centrum van Coutances. De editie van 2023 trok ongeveer 80.000 bezoekers.